# Thời tông
Thời tông (zh. shízōng 時宗, ja. jishū) là một nhánh của Tịnh độ tông Nhật Bản, xuất hiện thông qua sự giáo hoá của Nhất Biến (zh. 一遍, ja. ippen) vào khoảng năm 1278, với ngôi chùa Du Hành (zh. 遊行寺, ja. yugyōji) làm trụ sở. "Thời" nghĩa là niệm danh hiệu Phật A-di-đà vào mọi lúc. Trước khi Sư viên tịch, phái nầy có được hơn 200 tín đồ nam nữ, và Nhất Biến đã đặt ra giới luật hành trì là an bần và thường xuyên đi bộ. Thời tông thực hành một điệu nhảy đặc biệt (ja. odori nembutsu) để ca ngợi sự cứu độ tức thời khi niệm danh hiệu Phật A-di-đà. Vốn mang tính ngẫu hứng tự nhiên và xuất thần, vũ điệu ấy trở thành nghi lễ được các môn đệ thực hiện trước chánh điện và bàn thờ, cùng các nơi công cộng khác như trên bãi biển hoặc trong chợ. Sau khi bị trục xuất ra khỏi thủ đô Liêm Thương (kamakura) trong thời Mạc phủ, vào năm 1282, Nhất Biến truyền bá Thời tông qua Kinh Đô. Ở đây Sư thành công lớn, thường được những ngôi chùa và đền thờ quý tộc thỉnh đến. Năm 1288, Nhất Biến đưa nhóm của mình trở về quê hương Iyo rồi quay trở lại, nơi Sư viên tịch vào năm 1289. Thời tông còn lưu truyền đến ngày nay với khoảng 500 ngôi chùa chi nhánh. Về kinh điển, tông nầy phần lớn căn cứ vào kinh A-di-đà, nhưng cũng công nhận kinh Pháp Hoa và kinh Hoa Nghiêm. 